# Latinus (König der Aboriginer)

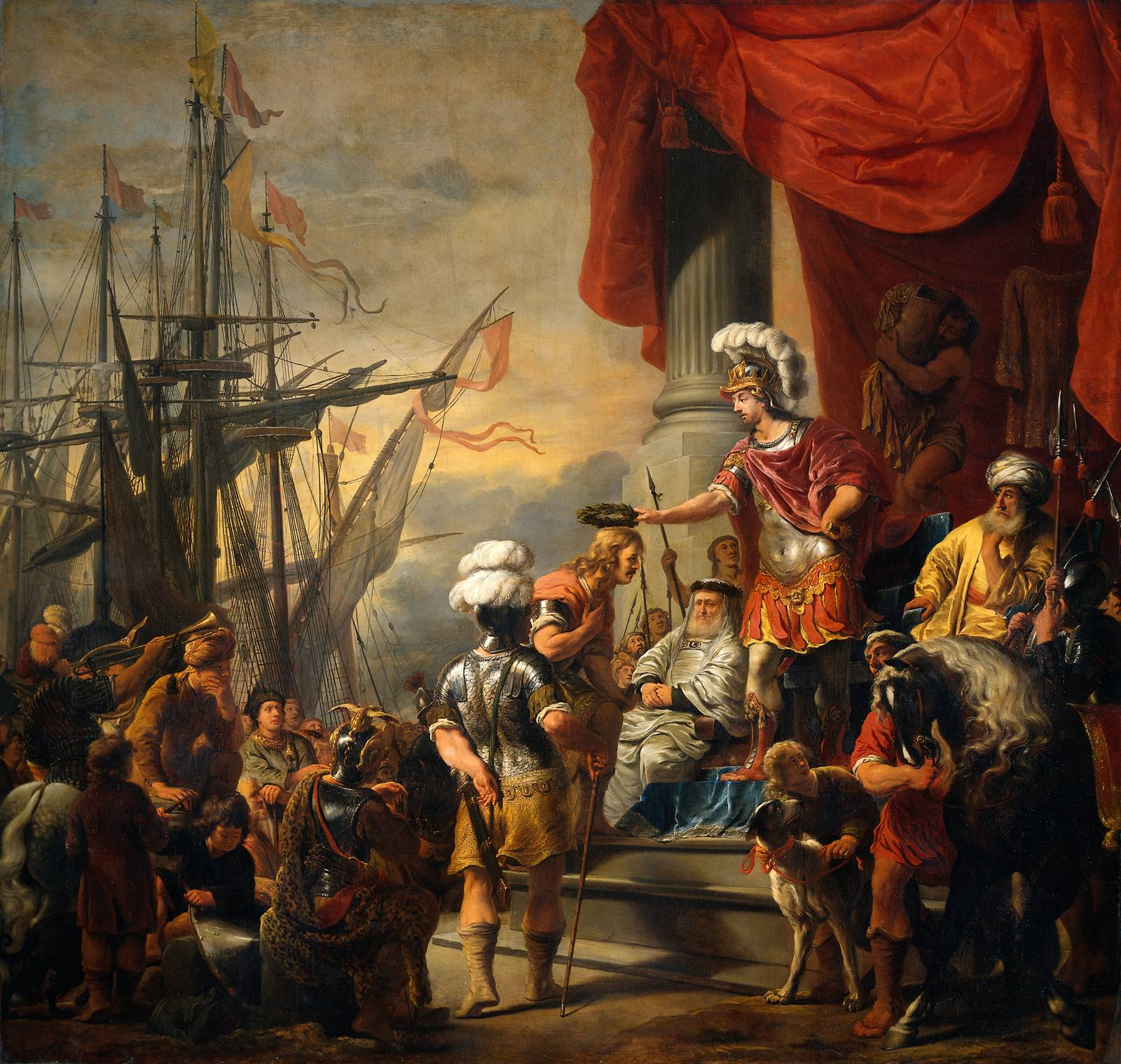
Aeneas am Hof des Latinus (Ferdinand Bol, 1661–1663)

Latinus ist ein König der römischen und griechischen Mythologie.
Er herrschte in Latium über das Volk der Aborigines. Er gilt als Sohn des Faunus und der Nymphe Marica und Gatte der Amata. Er soll die Trojaner unter der Führung des Aeneas aufgenommen und diesem die Tochter Lavinia zur Frau angeboten haben, während dessen Frau die Tochter mit Turnus verheiraten wollte.
Nachdem es mit den Trojanern zu kriegerischen Auseinandersetzungen gekommen war, wird nichts über Latinus’ weiteres Schicksal überliefert, vermutlich wurde er getötet oder dankte ab. Aeneas heiratete Lavinia und Latinus wurde nach römischer Tradition zum Urahn der Latiner und somit der Römer.
Entsprechend einer anderen, durch Theodor Mommsen rekonstruierten Tradition ist Latinus Sohn des Telemachos und der Kirke. Der Ehe mit Rome, Tochter der Trojanerin Rome, der Urheberin der Schiffsverbrennung, entstammen Romos, Romylos und Telegonos, der Gründer von Tusculum. Diese zweite Tradition steht offenbar in Verbindung mit sich auf Latinus als Sohn des Odysseus beziehenden Überlieferungen.